# Торфова промисловість

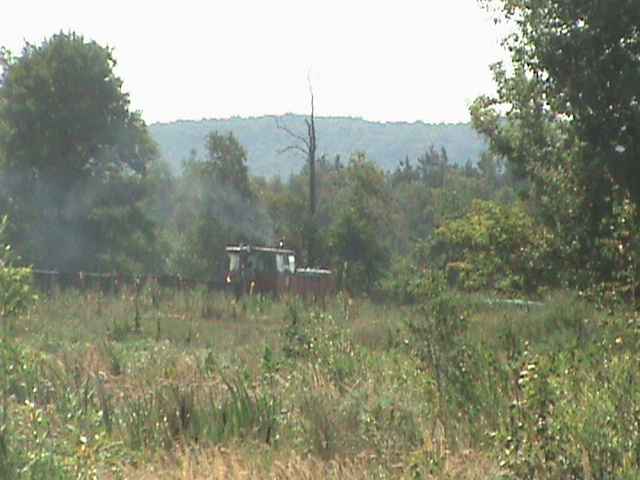
Вузькоколійний поїзд для перевезення торфу, Ірдинь

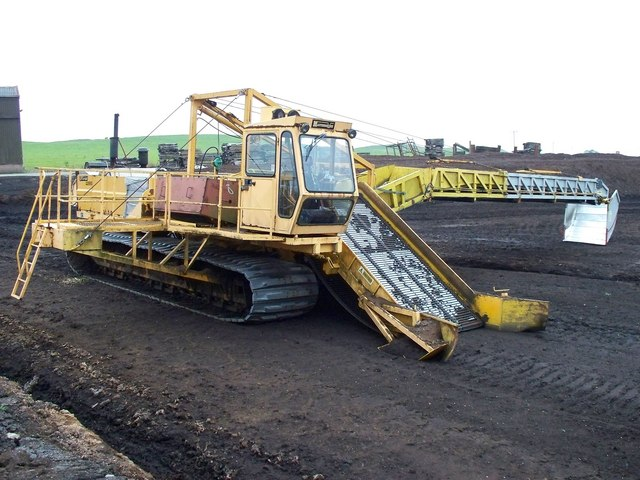
Торфовий комбайн

Торфова промисло́вість — галузь паливної промисловості, підприємства якої освоюють торфові родовища, видобувають і перероблюють торф.

## Історія
Започаткування торф'яної промисловост відносять до ХІІ-ХІІІ ст., коли в Голландії і Шотландії стали використовувати торф для опалювання. З XVI—XVII cт. видобуток торфу розпочато у Франції, Швеції, Німеччині. Торфорозробки на Східній Слобожанщині розпочаті під Воронежем у 1700, в 1703 — під Азовом. З 1789 видобуток торфу початий в районі Санкт-Петербурга. В кінці ХХ ст. серед східно-європейських країн видобуток торфу ведеться в основному в Польщі, Білорусі та Україні. З азійських країн торф видобуває в основному Китай, з євроазійських — Росія. Найбільші продуценти торфу серед розвинених країн — Фінляндія, ФРН, Ірландія, Нідерланди, США і Канада.
На території України торф видобували з кінця XVIII — початку ХІХ ст. Як галузь торф'яна промисловість набула розвитку з 1929 р.

## Видобуток торфу
Розробляють торф відкритим способом, бо всі торф'яні родовища розташовані на земній поверхні.
Існує дві основні схеми видобутку торфу: порівняно тонкими шарами з поверхні землі та глибокими кар'єрами на всю глибину торф'яного пласту.
За першою з цих схем виробляють витинанням, а за другою — екскаваторним (або кусковим) способом. Відповідно й торф за способом видобутку поділяють на витятий і кусковий.

### Фрезерний спосіб видобутку
Фрезерний спосіб видобутку є найпоширенішим, але найчутливішим до зміни погодних умов.
При фрезерному способі торф розпушується на глибину до 2 сантиметрів за допомогою трактора з встановленим на ньому навісним обладнанням. Таке обладнання являє собою фрезерний барабан або ножовий фрезер. Обертаючись навколо власної осі та заглиблюючись в поклади, фрези знімають невеликий за товщиною шар, перетворюючи його на крихту. Розпушений таким чином торф сохне на сонці. Під час сушки торф перевертається 1-3 рази за допомогою ворушилки, яка також встановлюється на тракторі.
Після того, як фрезерний торф досягає потрібної вологості, він збирається у валки прямо на полі. Фрезерування, ворушіння та валкування утворюють собою так званий «цикл збору». Відразу після валкування починається новий процес фрезерування поверхні болота. Торф, зібраний в валки, гірше вбирає вологу і тому залишаться сухим.
Після виконання 4-6 циклів збору торф, за допомогою стрічкового конвеєра з валок вантажиться на причепи та доставляється на спеціальний майданчик для подальшого складування в бурти.
Фрезерний торф може бути висушений лише при сухій сонячній погоді, тому його видобуток можливий лише влітку протягом досить короткого періоду часу.
Фрезерний торф являє собою сипучу суміш дрібних часточок різного розміру.
Процес фрезерування використовується і для виробництва кускового паливного торфу. В цьому випадку торф'яний поклад спочатку розпушується (на глибину до 500 мм) і переробляється, а потім формується в шматки необхідних розмірів.
Див. також: Фрезформувальний комбайн.

### Екскаваторний або грудковий спосіб видобутку

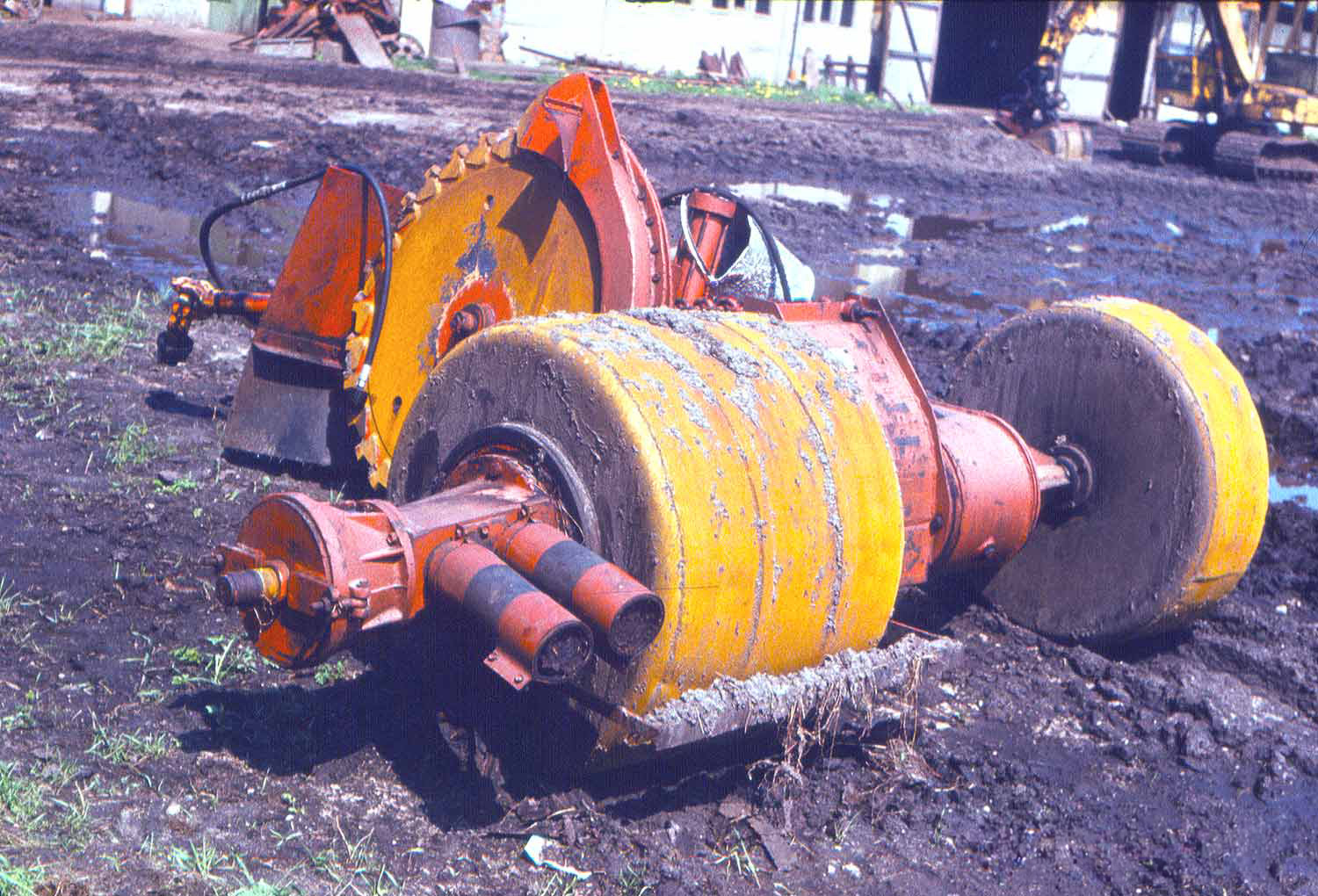
Машина для видобутку грудкового торфу

При екскаваторному способі отримують торф'яне паливо у вигляді великих шматків вагою по 500–1000 грам. Екскаваторний спосіб видобутку ще називають «кусковим».
Процес заготівлі кускового торфу не дуже відрізняється від фрезерного, але менше залежить від погодних умов.
Кусковий торф видобувається за допомогою навісного диску з гідравлічним циліндром. Диск піднімає торф на поверхню з глибини близько 50 см. В циліндрі він пресується під тиском, а потім виштовхується назовні через прямокутні сопла та хвилеподібно вкладається на поверхні поля. В результаті отримують так званий «хвилеподібний» кусковий торф. Сформований кусковий торф через декілька годин сушки на сонці майже не вбирає в себе вологу.
Досить добре висушений кусковий торф (як і фрезерний) збирають у валки, де триває його сушка. Після цього на поверхню піднімають ще одну порцію торфу. Таким чином валкують 1-3 шари торфу, після чого його збирають і транспортують для вкладання в бурти.

### Різальний спосіб видобутку торфу
Різальний спосіб видобутку торфу (рос. резной способ добычи торфа, англ. peat cutting method; нім. Schneidverfahren n der Torfgewinnung) — старий, кустарний спосіб видобутку торфу шляхом ручної різки торфових цеглин. Застосовувався на невеликих і неглибоких торфовищах. Практично повністю витіснений механізованими методами видобутку торфу.

## Галерея

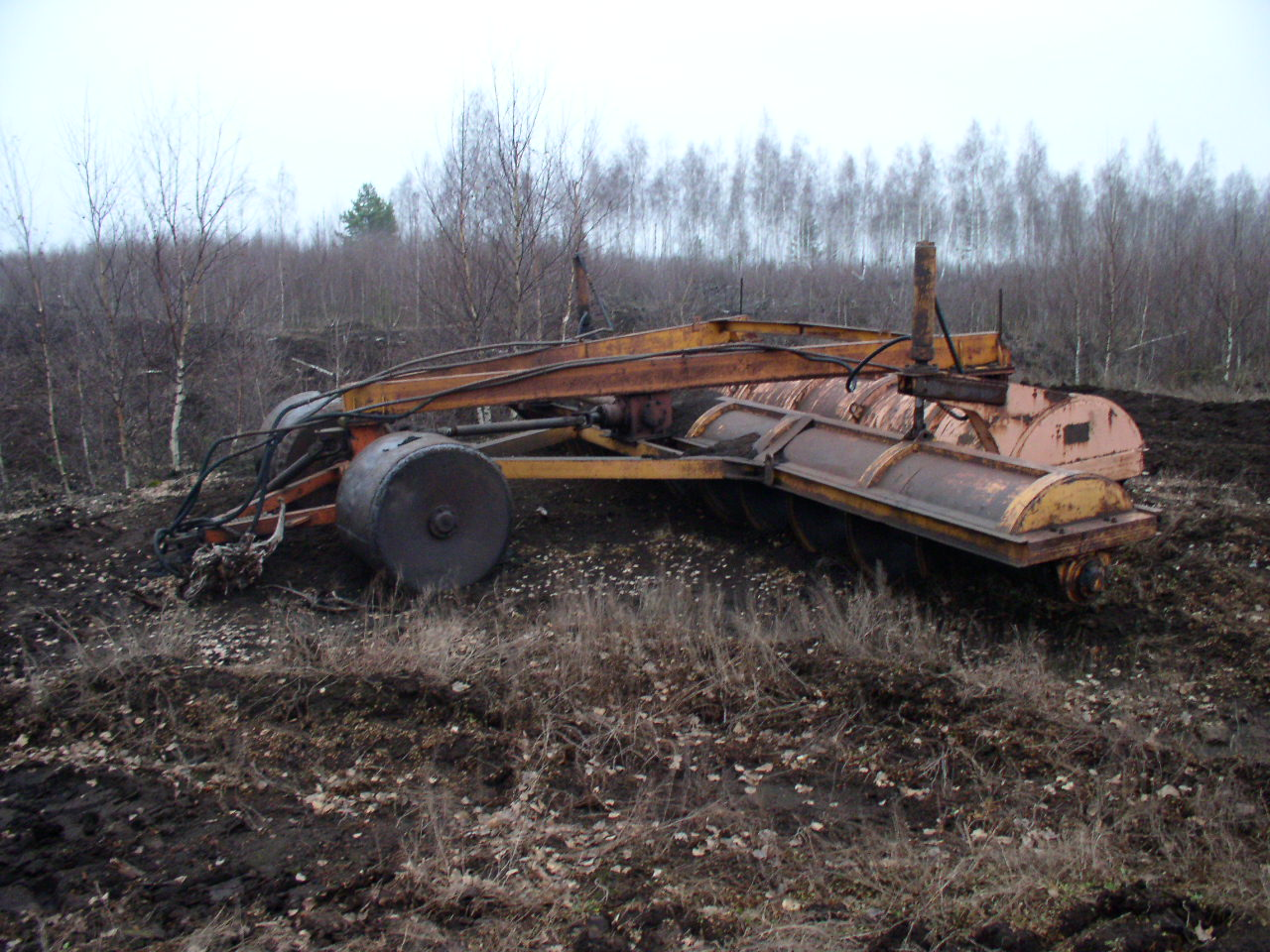
Техніка на торфозаготовках
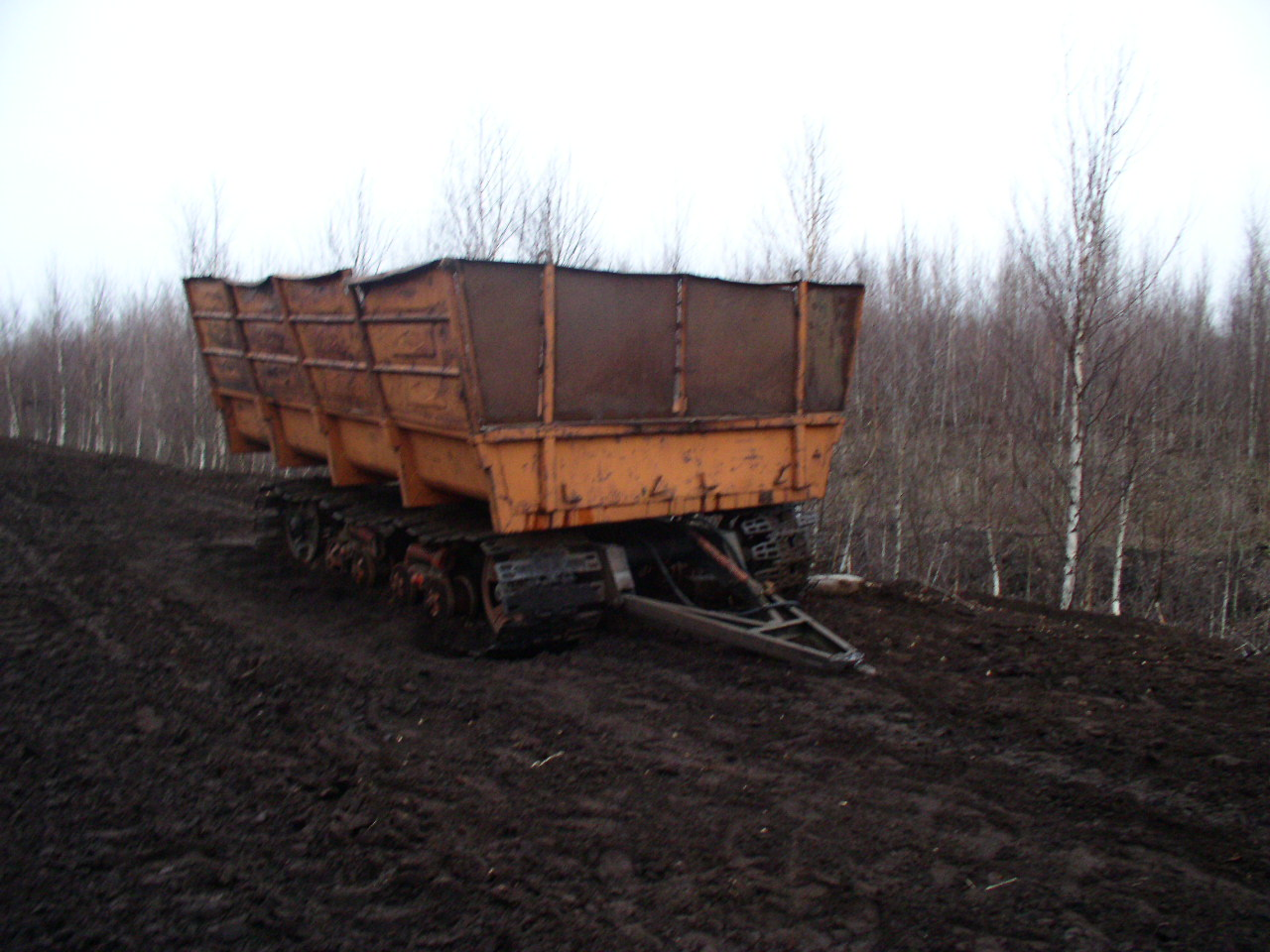
Техніка на торфозаготовках МТП-24
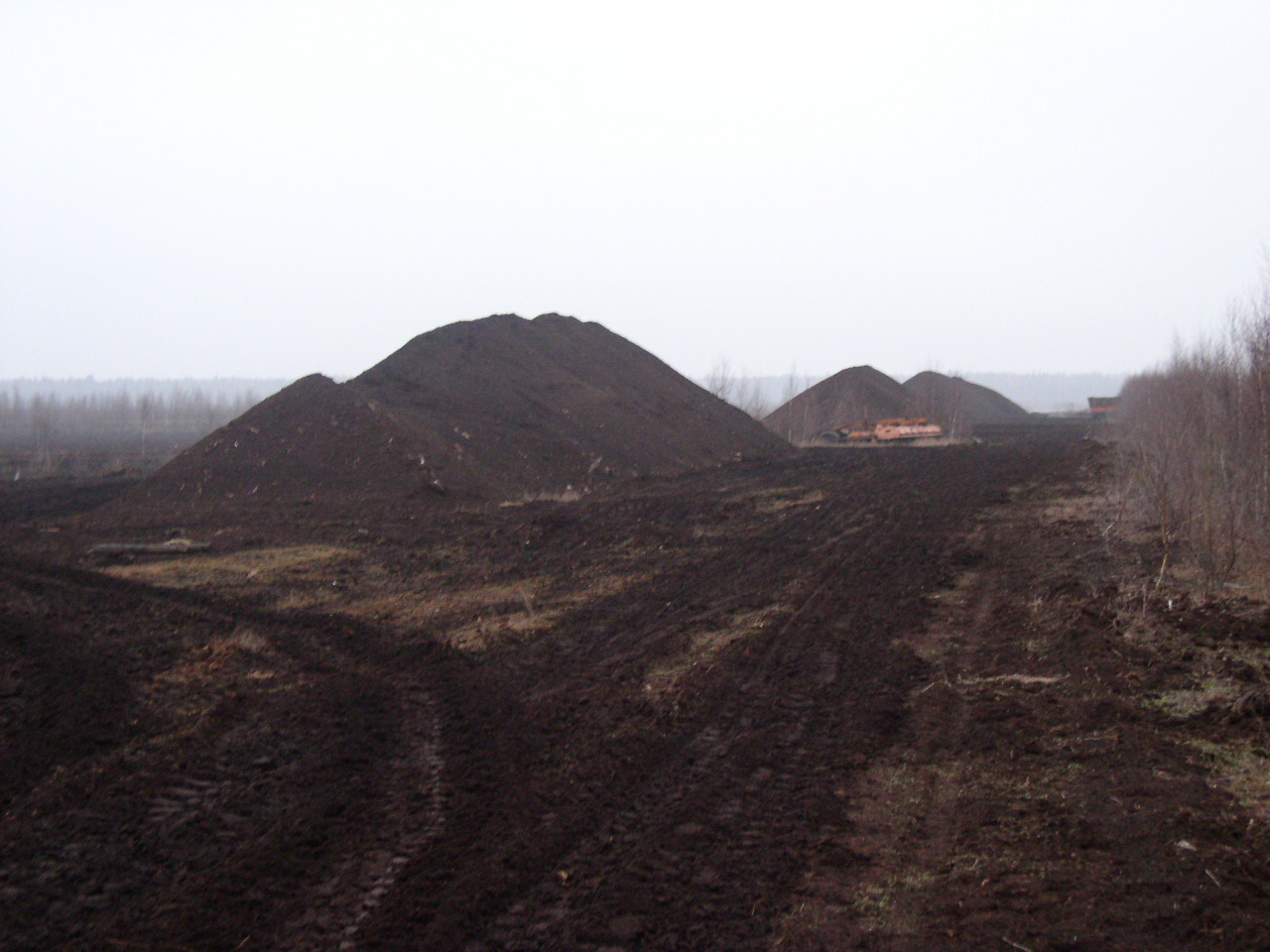
Торфозаготовки
Вузькоколійний вагон для торфу

## Торф в Україні
Торф становить дуже незначну частину паливного балансу України.
Розвиток торфової промисловості в Україні почався на початку XX століття.
Видобуток торфу протягом 1940-1970-х років коливався в межах 3000-4000 тисяч тон на рік.
В 1950-х роках були збудовані заводи з брикетування торфу на Житомирщині (Бучманський завод) та Сумщині (Мнівський та Шосткинський заводи).
У 1960-х роках до них додалися Озерянський (Житомирська область), Замглайський (Чернігівщина) та Стоянівський (Львівщина) брикетні заводи.
Станом на 1958 рік виробництво торфобрикетів в Україні становило близько 75 тисяч тонн на рік, а до середини 1970-х рр. збільшилося до 800 тисяч т/рік.
Незважаючи на збільшення обсягів виробництва, торфова промисловість у той період працювала переважно для індивідуального споживання.
На сьогодні основна частина торфу, який видобувається в Україні, використовується для потреб сільського господарства (для поліпшення якості ґрунтів) або входить до складу складніших торфопохідних матеріалів (торфокомпостів, торфобрикетів, торфосубстратів, торфокрихти тощо).
Сьогодні на території України торф видобувають у Чернігівській, Житомирській, Львівській, Сумській та Рівненській областях. Щороку добувають понад 20 млн. т. торфу. Організовано виробництво торфобрикетів. До 70-х років провідним способом добування був екскаваторний (понад 60 %). З розвитком торфобрикетного виробництва основним способом стає фрезерний. Значно змінився напрям застосування торфу. Якщо раніше майже весь добутий в Україні торф використовували як паливо, то з 1975 р. — лише 10-11 % загального видобутку. Переважним стає використання торфу для потреб сільського господарства як органічне добриво, а також для виготовлення різної продукції його переробки (торфових горщиків, різних ґрунтових сумішей та високоякісних компостів). Освоюються безнітратні біоторфові добрива, рідкі і тверді торфогумінові добрива, біологічно активні речовини (гумінат натрію). На початку ХХІ ст., у зв'язку з подорожчанням нафтопродуктів іі природного газу, торф знову привертає до себе увагу як енергоносій.